# Provincia de Kivu del Sur
Kivu del Sur (en francés: Sud-Kivu) es una de las veintiséis provincias de la República Democrática del Congo, creada de acuerdo con la Constitución de 2005.
Su capital es Bukavu.

## Geografía

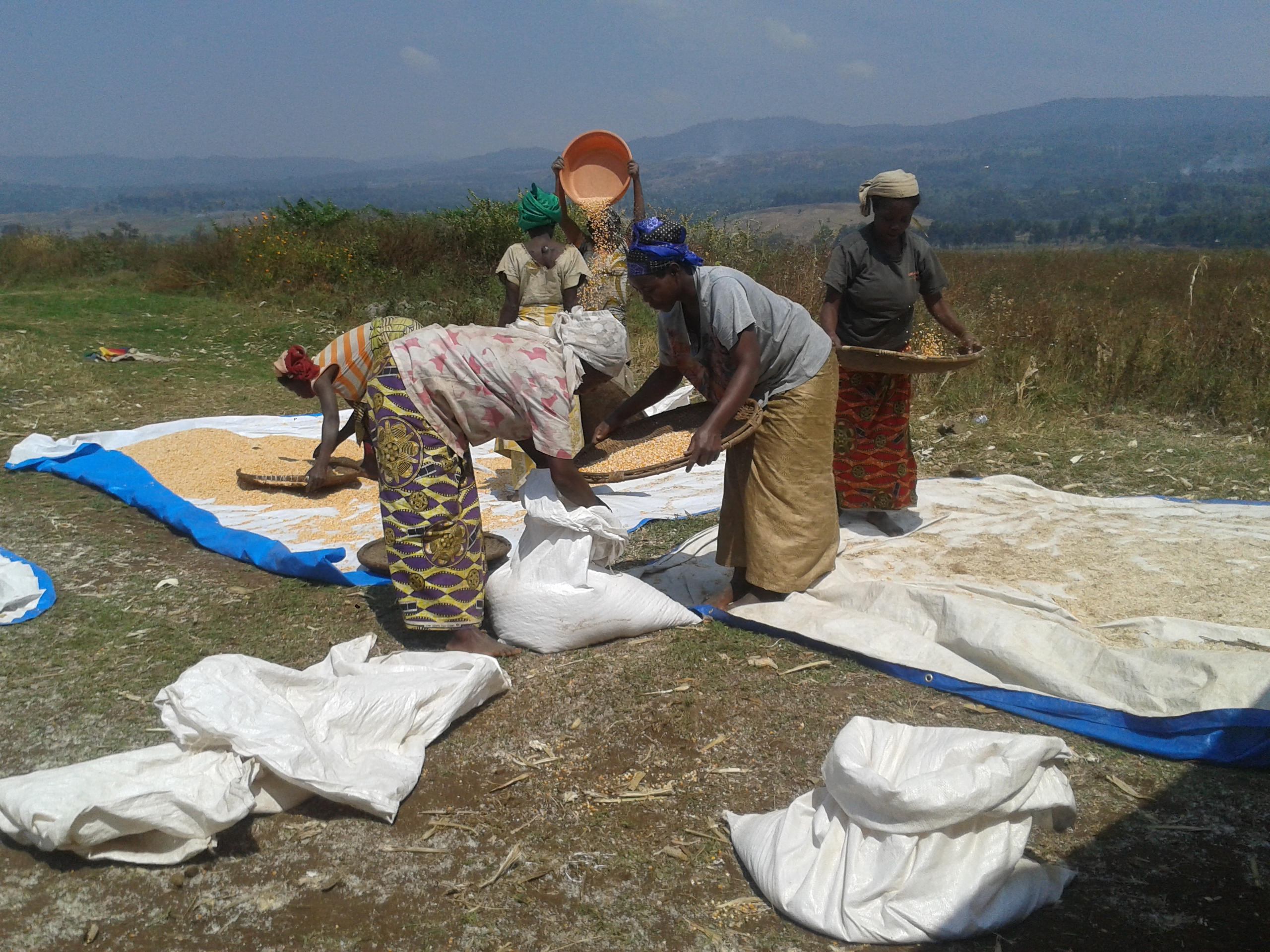
Agricultura en Kavumu.

Limita con las provincias de Kivu del Norte al norte, de Maniema al occidente, y de Katanga al sur. Al oriente tiene fronteras internacionales con Ruanda, Burundi y Tanzania.
Según la categorización formal nacional, la provincia tiene una ciudad, Bukavu. Otras localidades y territorios son Baraka, Fizi, Kabare, Katana, Kaziba, Lemera, Mwenga, Nundu, Nyangezi, Shabunda, Uvira y Walungu.

## Historia

La provincia antes de 2015.

Kivu del Sur se creó en 1989, cuando la anterior provincia de Kivu se dividió en tres partes (Kivu del Sur, Kivu del Norte y Maniema).
En junio de 2014, alrededor de 35 personas murieron en un ataque en la aldea de Mutarule, en el sur de Kivu. El ataque fue aparentemente parte de una disputa sobre el ganado.
El 7 de agosto de 2015, el terremoto de Kivu del Sur de 2015, un terremoto de magnitud 5.8, golpeó 35 km al noreste de Kabare a una profundidad de 12.0 km (7.5 millas). Un policía murió.

## Guerra y situación humanitaria
Las regiones de Kivu del Sur y del Norte han sido el foco del conflicto del Kivu, que se desprendió de la segunda Guerra del Congo. Las Naciones Unidas calcularon que en 2005, cerca de 45.000 mujeres fueron violadas en Kivu del Sur.
En julio de 2007 el experto en derechos humanos de las Naciones Unidas Yakin Erturk calificó la situación en Kivu del Sur como la peor que haya visto en cuatro años como la investigadora especial del organismo mundial para la violencia contra las mujeres. La violencia sexual en todo el Congo es "desenfrenada", dijo, culpando a los grupos rebeldes, las fuerzas armadas y la policía nacional. Su declaración incluía que "con frecuencia las mujeres son disparadas o apuñaladas en sus órganos genitales, después de ser violadas. Las mujeres, que sobrevivieron meses de esclavitud, me dijeron que sus torturadores las habían obligado a comer excrementos o la carne humana de parientes asesinados".